# Cucina (elettrodomestico)
Con il termine cucina si intende un elettrodomestico spesso a installazione libera, utilizzato per cucinare.

## Descrizione

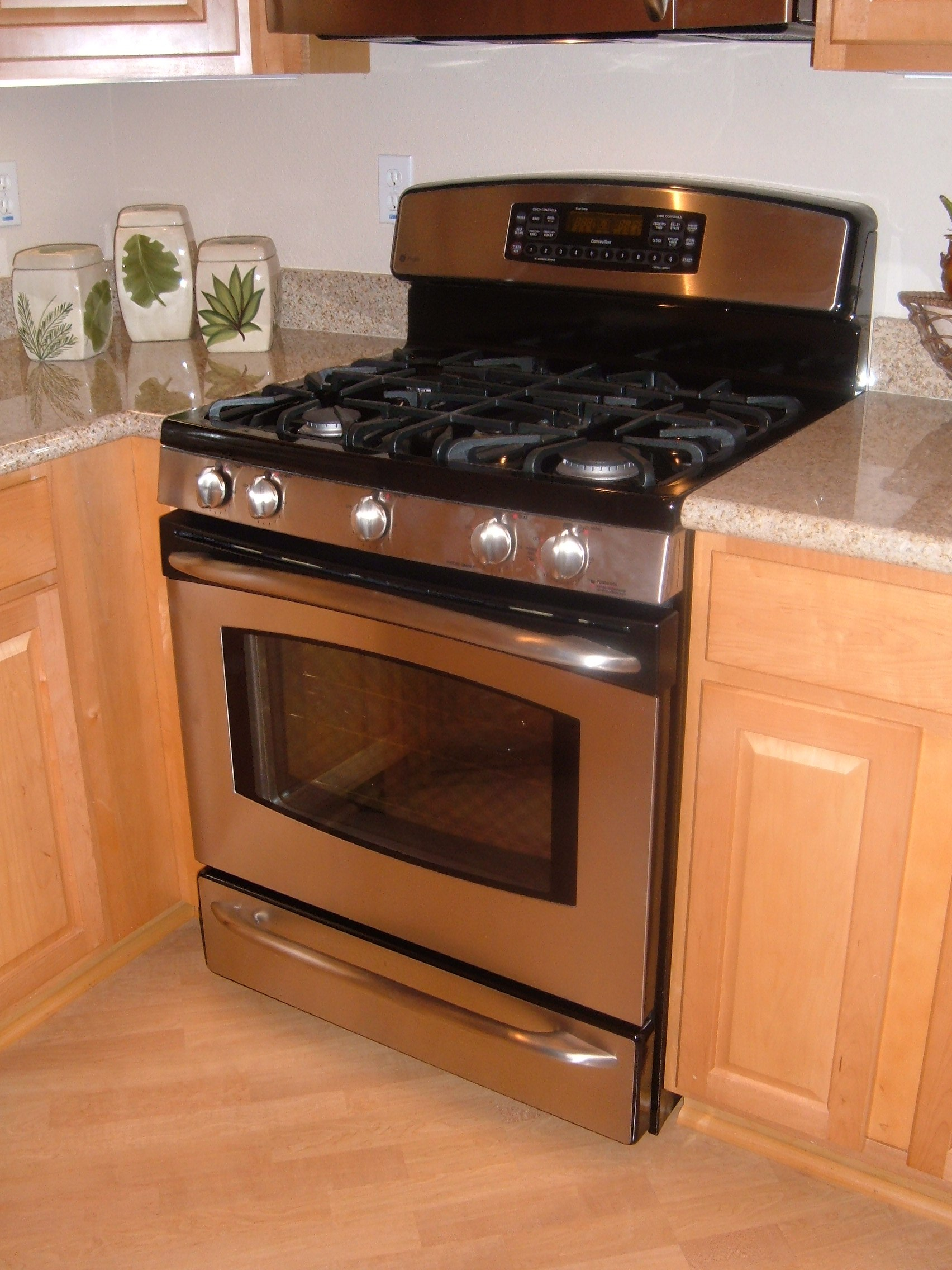
Una moderna cucina, a installazione libera con quattro fuochi più forno. In questo modello è presente anche un sistema di programmazione con display LCD.

Si tratta di un combinato, che unisce un forno (elettrico o a gas) con un piano cottura, dotato di un fornello (a gas, elettrico o a induzione). Il forno può essere anche dotato di spiedo automatico ed un elemento riscaldante elettrico per rosolare i cibi, anche se il forno è a gas, nonché di ventole che hanno la funzione di mantenere costante la temperatura.
Il suo uso può essere sia domestico, sia industriale. I prodotti più moderni sono dotati di molteplici accessori, come display lcd informativi, accensione automatica dei fornelli, termometri per la misurazione della temperatura, temporizzatori e ausilii per il controllo della cottura. 

## Sicurezza
Tutte le più moderne cucine a gas sono dotate di valvola di sicurezza e sensori che riconoscono un eventuale spegnimento accidentale della fiamma, bloccando quindi l'erogazione del gas.

## Storia
Si tratta di una diretta evoluzione della stufa, la quale, nel corso degli anni, ha visto cambiare il combustibile con cui veniva alimentata; all'inizio quindi veniva alimentata a legna, poi a cherosene e quindi anche a gas e nelle più moderne elettrica. Infatti la stessa stufa in passato veniva utilizzata sia per scaldare gli ambienti sia per cucinare, col tempo però ha perso la seconda funzione che viene oggigiorno coperta dalle moderne cucine.